# 劉素芳
劉素芳（英語：Mabel Lau So Fong，1959年6月17日—2020年11月5日），原名劉美寶，是香港資深演員，曾經是麗的電視（即現今亞洲電視）女藝員，為第一代《六合彩》女主持，晚年成為無綫電視特約演員，最知名角色為處境劇《愛·回家之開心速遞》的「大芬姐」。

## 簡歷
劉素芳出身於麗的電視第三期藝員訓練班，之後主持大部分節目，包括《大家早晨》、《七彩繽紛話香港》、《新貓頭鷹時間》、《半邊天下》，更加是第一位《六合彩》女主持。
2010年代開始，劉素芳成為無綫電視特約演員，演出過一些劇集，當中最出名的角色是處境劇《愛·回家之開心速遞》入面「香港島大學」飯堂職員「大芬姐」，綽號「島大馮盈盈」，更加在2020年7月播出的第937集與馮盈盈真人同場演出，亦是她最後一次的幕前演出。
2020年11月18日，音樂人陸顥仁代表劉素芳丈夫公佈，劉素芳同年11月5日因病離世，劉的身後事已經安排妥當和把她的遺體火化。

## 演出作品

### 電視劇（麗的電視 / 亞洲電視）
| 首播   | 劇名             | 角色     |
| 1980年 | 小小心願         | 接待員   |
| 1981年 | 遊俠張三丰       | 馬皇后   |
| 1981年 | 對對糊           | 林太     |
| 1982年 | 烽火情仇         |          |
| 1983年 | 101拘捕令        | 空姐     |
| 1984年 | 醉拳王無忌       | 紅燈照   |
| 1984年 | 四大名捕         | 伍彩雲   |
| 1984年 | 武則天           | 羚兒     |
| 1985年 | 八仙過海         | 桃花精   |
| 1985年 | 阮玲玉           | 徐秀娥   |
| 1985年 | 諸葛亮           | 糜夫人   |
| 1986年 | 九月鷹飛         | 王寡婦   |
| 1988年 | 鍾馗捉鬼         | 招魂     |
| 1988年 | 歷代奇女子：緹縈 | 淳于月鶯 |
| 1989年 | 愛情蝙蝠俠       | Joe      |
| 1989年 | 傅紅雪傳奇       | 關妻     |

### 電視劇（無綫電視）
| 首播        | 劇名              | 角色                        |
| 2012年      | 當旺爸爸          | 觀眾                        |
| 2012年      | 愛·回家           | 師奶（第6集）               |
| 2012年      | 護花危情          | 朱師奶                      |
| 2012年      | 怒火街頭2         | 芬姐                        |
| 2012年      | 雷霆掃毒          | 婦科醫生                    |
| 2013年      | 巨輪              | 陳太                        |
| 2015年      | 收規華            | 芯母                        |
| 2016年      | 愛·回家之八時入席 | 金小姐                      |
| 2016年      | 火線下的江湖大佬  | 笠水妻                      |
| 2016年      | 巨輪II            | 曉敏母                      |
| 2017年      | 老表，畢業喇！    | 傭人                        |
| 2017年      | 溏心風暴3         | 闊太                        |
| 2017年      | 愛·回家之開心速遞 | 茶客（第26集）              |
| 2018年      | 波士早晨          | 陳麗霞                      |
| 2019-2020年 | 愛·回家之開心速遞 | 戴芬（大芬姐）（第648集起） |
| 2020年      | 大醬園            |                             |

### 電視劇（香港電台）
| 首播   | 劇名                 | 角色 |
| 1984年 | 溫馨集：鄰家的孩子   | 周太 |
| 1993年 | 萬戶交響曲：開心士多 | 阿芬 |
| 1997年 | 法門：收回成命       |      |

### 電影
| 首映   | 片名       | 角色 |
| 1991年 | 赤慾情花   |      |
| 1991年 | 城市戰士   |      |
| 2011年 | 勁抽福祿壽 | 茶客 |

### 舞台劇
- 2015年《有限人生無限愛》（新光戲院）

## 外部連結
- 劉素芳的Facebook專頁
- 劉素芳的新浪微博
- 劉素芳在香港影庫上的簡介